# اچ‌ام‌اس رتیل
اچ‌ام‌اس رتیل (به انگلیسی: HMS Tarantula) یک کشتی بود. این کشتی در سال ۱۹۱۵ ساخته شد.